# Jaroslav Pulda
Jaroslav Pulda (15. března 1870 Praha – 11. listopadu 1926 Brno) byl český divadelní herec a operetní režisér, autor frašek, komedií, novel a memoárů, překladatel divadelních her a libret z francouzštiny a němčiny. Největší popularity dosáhly jeho dobrodružné detektivní příběhy, které psal pod jménem Léon Clifton, což bylo zároveň i jméno jeho geniálního amerického detektiva. Druhým pravděpodobným autorem cliftonek je Alfons Bohumil Šťastný.

## Život
Byl synem herce Antonína Puldy, vystudoval Akademické gymnázium v Praze. Vystupoval v několika cestujících divadelních společnostech, působil v Národním divadle v Brně (herec a režisér 1894–1896, 1902–1903, 1905–1906, 1909–1912, 1916–1919), v Národním divadle v Praze (herec 1892–1893, 1896–1899), v Městském divadle v Plzni (herec a režisér 1899–1900, 1902–1905, 1912–1916). Jeho posledním stálým hereckým angažmá bylo od roku 1920 Slovenské národní divadlo v Bratislavě. V Brně založil divadelní školu, jeho jméno nesl i ochotnický divadelní spolek působící v Praze. Zemřel v Brně a je pohřben na jeho Ústředním hřbitově.
Jeho díla, známá jako Cliftonky, byla populární oddechovou četbou společně s tzv. červenou knihovnou. Jsou označována pojmem braková literatura.
Ústav pro českou literaturu Akademie věd České republiky digitalizuje tuto dobově populární literaturu a postupně ji zveřejňuje na svých webových stránkách. Hojně jsou zastoupeny právě povídky o Léonu Cliftonovi (více než 250 povídek).

## Citát
Jaroslav Pulda byl znamenitý herec. Říkalo se o něm, že je nepřekonatelný jako Cyrano. Ale byl trochu lehkomyslný. Vojan o něm řekl: "Kdyby nebylo jeho lehkomyslnosti a ležérnosti, tak já bych nebyl!" Jenže když on Pulda měl rád "vepřo knedlo zelo"! ... Já ho viděl ve francouzské hře "Missotte modelka". Hrála v ní paní Bečvářová – tenkrát ještě slečna Vintrová – a ta jako modelka nějakým tragickým způsobem v té hře umřela. A já dodnes vidím, jak Pulda přichází na scénu, postaví se takhle skoro k rampě, trochu se odkloní, hodí hlavou a řekne: "Missotte umřela!" A tahle jediná Puldova věta jde se mnou celým životem. Jak on to dovedl vykouzlit, že se lidi v hledišti rozplakali... 
František Kovářík

## Díla pod jménem Jaroslav Pulda
- Hloupý Honza na výstavě (1908, fraška)
- Hrabě Monte Christo (1908, hra podle Dumase)
- Pražské děti z mokré čtvrti (1908, hra)
- Zatkněte vraha! (1908, detektivní hra)
- Strašidlo z vodárny (1909, fraška se zpěvy)
- Šotek-uličník (1909, fraška)
- Pán vzduchu (1909)
- Bizarní novely (1919)
- Dvě lásky (1920, hra ze života umělce)
- Taškařiny (1922, vzpomínky)
- Komedianti včerejška (1924)

## Divadelní role v ND, výběr
- 1884 J. J. Kolár: Pražský žid, Henrich Mates hrabě z Thurnu, Michael Žamberský (alternace Alfréd Karbus, František Matějovský, František Morda), režie František Kolár, Josef Šmaha
- 1885 L. Stroupežnický: Paní mincmistrová, David Wolfram (alternace Jiří Bittner, Josef Šmaha, Eduard Vojan), režie František Kolár, Jakub Seifert, Alois Sedláček
- 1892 W. Shakespeare: Pohádka zimního večera, Cleomenes (alternace František Matějovský, Hanuš Somr, Karel Pulc, J. Mikšovský), režie Josef Šmaha
- 1893 F. V. Jeřábek: Zde se zakazuje žebrat, Sklepník (alternace Florentin Steinsberg), režie František Kolár
- 1894 Émile Moreau, V. Sardou: Madame Sans-Gene, Fouché (alternace Jiří Bittner, František Matějovský, Karel Želenský), režie Jakub Seifert, Josef Šmaha, Alois Sedláček, Jaroslav Kvapil
- 1895 W. Shakespeare: Julius Caesar, Metellus Cimber (alternace František Zápotocký), režie František Kolár, Josef Šmaha
- 1896 J. Hilbert: Vina, Karel Uhlíř, režie František Adolf Šubert
- 1897 U. Giordano: André Chénier, Dumas, režie Adolf Krössing
- 1897 W. Shakespeare: Romeo a Julie, Eskalus, režie Edmund Chvalovský
- 1898 J. Zeyer: Radúz a Mahulena, Pribina (alternace Adolf Pštross), režie Jakub Seifert
- 1899 E. Rostand: Cyrano de Bergerac, Brissaile (alternace Josef Havelský), režie Josef Šmaha
- 1899 W. Shakespeare: Kupec benátský, Princ marokánský (alternace Emil Focht), režie Jakub Seifert
- 1915 F. A. Šubert: Jan Výrava, Dvořák (alternace František Matějovský), režie Jaroslav Kvapil